# Ravne, Cerknica
Ravne so naselje v Občini Cerknica.